# Егејска острва
Егејска острва (грч. Νησιά Αιγαίου; тур. Ege Adaları) су острвска скупина у Егејском мору, којој се на западу и сјеверу налази копно које припада Грчкој, а на истоку Турској; острво Крит ограничава море на југу, а Родос, Карпатос и Касос на југоистоку. Старогрчки назив за Егејско море, Архипелаг (грч. ἀρχιπέλαγος) је касније примјењен на острва и сада се користи као назив за групу острва.
Огромна већина Егејских острва припада Грчкој, и подијељена су између девет периферија. Једина већа острва која припадају Турској су Имброс и Тенедос, која се налазе у сјевероисточном дијелу мора. Под турским суверенитетом су разна мања острва која се налазе дуж туске обале.
Већина острва се налази под утицајем Средоземне климе, што значи да су љета веома топла, а зиме хладне.

## Групе острва
Егејска острва су традиционално подијељена у седам група, од сјевера према југу:
- Сјеверноегејска острва
- (Сјеверни) Споради
- Евбеја
- Саронска острва
- Киклади
- Додеканез (Јужни Споради)
- Крит

Појам Италијанска острва Егеја (лат. Isole Italiane dell’Egeo) се понекад користи када се желе означи острва која је освојила Италија током Турско-италијанског рата 1912. године и анектирала (преко Лозанског мира) 1923. све до 1947, када је управа над острвима предата Грчкој.

## Епископска сједишта
Античка епископска сједишта римске провинције Инслуе (Егејска острва), набројана у  као титуларна сједишта:
- Астипалеа
- Карпатос
- Кос
- Јос
- Лимнос
- Лерос
- Нисирос
- Парос
- Самос
- Скирос

Античка епископска сједишта римске провинције Лезбос (Егејска острва), набројана у  као титуларна сједишта:
- Ересос
- Метимна
- Митилена
- Стронгили
- Тенедос